# ヴァルディス・ドンブロウスキス
ヴァルディス・ドンブロウスキス（ラトビア語: Valdis Dombrovskis、1971年8月5日 - ）は、ラトビアの政治家。元首相（2009年 - 2014年）。2014年11月に欧州委員会副委員長兼ユーロ・社会的対話担当委員に就任し、2016年7月16日にジョナサン・ヒルが辞任すると、金融安定・金融サービス・資本市場同盟担当委員も兼務することとなった。

## 学歴・研究歴
ラトビア・ソビエト社会主義共和国のリガで生まれた。1995年にリガ工科大学から経済学士を、1996年にラトビア大学から物理学修士を取得。1995年から1996年にかけてドイツのマインツ大学の研究所で、1997年にラトビア大学固体物理学研究所でそれぞれ助手として勤務した。1998年にはアメリカ合衆国のメリーランド大学電気工学部でも研究助手を務めた。

## 政治家として
2002年に政党「新時代」に入党し、2004年までの2年間、サエイマ（ラトビア国会）の議員を兼ねてラトビアの財務大臣を務めた。また2003年から2004年にかけて、欧州連合理事会のオブザーバーとなった。
欧州議会議員としては、予算委員会など3つの委員会に所属した。
2009年2月26日、イヴァルス・ゴドマニス首相の辞任にともない、ヴァルディス・ザトレルス大統領はドンブロウスキスを次期首相に指名、3月12日にラトビア国会に承認された。
2013年11月27日、同月21日に首都リガで発生し54人が死亡したスーパーマーケット屋根崩落事故を受け、首相を引責辞任することを発表した。
2014年11月、欧州委員会副委員長兼欧州委員に就任する。